# Hopman Cup 2011
Résultats détaillés de l'édition 2011 du tournoi de tennis professionnel mixte Coupe Hopman.
La Hopman Cup 2011 est la 23e édition du tournoi. Huit équipes mixtes participent à la compétition finale. La compétition se dispute selon les modalités dites du « round robin » : séparées en deux poules de quatre équipes, les deux premières de chacune sont conviées à se disputer le titre en finale. Chaque confrontation entre deux pays consiste en trois phases : un simple dames, un simple messieurs et un double mixte décisif.
Le tournoi, qui commence le 1er janvier 2011 au Burswood Entertainment Complex, se déroule à Perth, en Australie.

## Faits marquants
- Le 7 janvier, Ana Ivanović déclare forfait après une déchirure abdominale, entrainant ainsi l'abandon de la Serbie et la qualification de la Belgique, deuxième de son groupe, pour la finale[2].
- C'est la paire américaine composée de Bethanie Mattek-Sands et de John Isner qui gagne la finale face aux Belges Justine Henin et Ruben Bemelmans.
- Il s'agit de la sixième victoire des États-Unis en Hopman Cup.

## Parcours
| No | Équipe                             | Résultat        | Ultimes adversaires                                 |
| -- | ---------------------------------- | --------------- | --------------------------------------------------- |
| 1  | Ana Ivanović Novak Djokovic        | 1er du groupe A | 2 victoires & 1 défaite puis forfait pour la finale |
| 2  | Laura Robson Andy Murray           | 4e du groupe B  | 0 victoire 3 défaites                               |
| 3  | Justine Henin Ruben Bemelmans      | Finale          | Bethanie Mattek-Sands John Isner                    |
| 4  | Francesca Schiavone Potito Starace | 3e du groupe B  | 1 victoire 2 défaites                               |

| No | Équipe                            | Résultat       | Ultimes adversaires               |
| -- | --------------------------------- | -------------- | --------------------------------- |
| 1  | Alicia Molik Lleyton Hewitt       | 3e du groupe A | 2 victoires 1 défaite             |
| 2  | Yaroslava Shvedova Andrey Golubev | 4e du groupe A | 0 victoire 3 défaites             |
| 3  | Kristina Mladenovic Nicolas Mahut | 2e du groupe B | 2 victoires 1 défaite             |
| 4  | Bethanie Mattek-Sands John Isner  | Victoire       | Justine Henin Ruben Bemelmans (3) |

## Matchs de poule
L'équipe en tête de chaque poule se voit qualifiée pour la finale.

### Groupe A

#### Classements
| #   | Équipe victorieuse | Adversaire | Score |
| 1er | Australie          | Belgique   | 2 - 1 |
| 2e  | Serbie             | Kazakhstan | 3 - 0 |
| 3e  | Belgique           | Kazakhstan | 3 - 0 |
| 4e  | Serbie             | Australie  | 3 - 0 |
| 5e  | Belgique           | Serbie     | 2 - 1 |
| 6e  | Australie          | Kazakhstan | 3 - 0 |

| #   | Pays       | Points | Matchs | Sets   |
| --- | ---------- | ------ | ------ | ------ |
| 1re | Serbie     | 2 - 1  | 7 - 2  | 15 - 6 |
| 2e  | Belgique   | 2 - 1  | 6 - 3  | 13 - 8 |
| 3e  | Australie  | 2 - 1  | 5 - 4  | 10 - 9 |
| 4e  | Kazakhstan | 0 - 3  | 0 - 9  | 2 - 17 |

#### Matchs détaillés
- Première journée

|  | Équipe 1  | Score | Équipe 2 |  |
|  | Australie | 2 – 1 | Belgique |  |

- Deuxième journée

|  | Équipe 1 | Score | Équipe 2   |  |
|  | Serbie   | 3 – 0 | Kazakhstan |  |

- Troisième journée

|  | Équipe 1 | Score | Équipe 2   |  |
|  | Belgique | 3 – 0 | Kazakhstan |  |

| Ordre des matchs | Joueurs                 | Points au premier set | Points au second set | Points au troisième set |
| ---------------- | ----------------------- | --------------------- | -------------------- | ----------------------- |
| 1                | Justine Henin           | 6                     | 6                    |                         |
| 1                | Sesil Karatantcheva     | 4                     | 3                    |                         |
|                  |                         |                       |                      |                         |
| 2                | Ruben Bemelmans         | 6                     | 6                    |                         |
| 2                | Andrey Golubev          | 4                     | 4                    |                         |
|                  |                         |                       |                      |                         |
| 3 (sans enjeu)   | Henin - Bemelmans       | 4                     | 6                    | 10                      |
| 3 (sans enjeu)   | Karatantcheva - Golubev | 6                     | 2                    | 8                       |

|  | Équipe 1 | Score | Équipe 2  |  |
|  | Serbie   | 3 – 0 | Australie |  |

| Ordre des matchs | Joueurs             | Points au premier set | Points au second set | Points au troisième set |
| ---------------- | ------------------- | --------------------- | -------------------- | ----------------------- |
| 1                | Ana Ivanović        | 6                     | 6                    |                         |
| 1                | Alicia Molik        | 4                     | 0                    |                         |
|                  |                     |                       |                      |                         |
| 2                | Novak Djokovic      | 6                     | 6                    |                         |
| 2                | Lleyton Hewitt      | 2                     | 4                    |                         |
|                  |                     |                       |                      |                         |
| 3 (sans enjeu)   | Ivanović - Djokovic | 65                    | 7                    | 10                      |
| 3 (sans enjeu)   | Molik - Hewitt      | 7                     | 5                    | 6                       |

- quatrième journée

|  | Équipe 1 | Score | Équipe 2 |  |
|  | Belgique | 2 – 1 | Serbie   |  |

| Ordre des matchs | Joueurs             | Points au premier set | Points au second set | Points au troisième set |
| ---------------- | ------------------- | --------------------- | -------------------- | ----------------------- |
| 1                | Justine Henin       | 6                     | 6                    |                         |
| 1                | Ana Ivanović        | 4                     | 3                    |                         |
|                  |                     |                       |                      |                         |
| 2                | Ruben Bemelmans     | 3                     | 2                    |                         |
| 2                | Novak Djokovic      | 6                     | 6                    |                         |
|                  |                     |                       |                      |                         |
| 3                | Henin - Bemelmans   | 3                     | 6                    | 10                      |
| 3                | Ivanović - Djokovic | 6                     | 4                    | 4                       |

|  | Équipe 1  | Score | Équipe 2   |  |
|  | Australie | 3 – 0 | Kazakhstan |  |

| Ordre des matchs | Joueurs                 | Points au premier set | Points au second set | Points au troisième set |
| ---------------- | ----------------------- | --------------------- | -------------------- | ----------------------- |
| 1                | Alicia Molik            | 6                     | 6                    |                         |
| 1                | Sesil Karatantcheva     | 3                     | 2                    |                         |
|                  |                         |                       |                      |                         |
| 2                | Lleyton Hewitt          | 6                     | 6                    |                         |
| 2                | Andrey Golubev          | 3                     | 3                    |                         |
|                  |                         |                       |                      |                         |
| 3 (sans enjeu)   | Molik - Hewitt          | 8                     |                      |                         |
| 3 (sans enjeu)   | Karatantcheva - Golubev | 71                    |                      |                         |

### Groupe B

#### Classements
| #   | Équipe victorieuse | Adversaire  | Score |
| 1er | Italie             | Royaume-Uni | 2 - 1 |
| 2e  | États-Unis         | France      | 3 - 0 |
| 3e  | États-Unis         | Italie      | 2 - 1 |
| 4e  | France             | Royaume-Uni | 2 - 1 |
| 5e  | États-Unis         | Royaume-Uni | 2 - 1 |
| 6e  | France             | Italie      | 3 - 0 |

| #   | Pays        | Points | Matchs | Sets   |
| --- | ----------- | ------ | ------ | ------ |
| 1re | États-Unis  | 3 - 0  | 7 - 2  | 15 - 7 |
| 2e  | France      | 2 - 1  | 5 - 4  | 12 - 9 |
| 3e  | Italie      | 1 - 2  | 3 - 6  | 7 - 14 |
| 4e  | Royaume-Uni | 0 - 3  | 3 - 6  | 8 - 12 |

#### Matchs détaillés
- Première journée

|  | Équipe 1 | Score | Équipe 2    |  |
|  | Italie   | 2 – 1 | Royaume-Uni |  |

| Ordre des matchs | Joueurs             | Points au premier set | Points au second set | Points au troisième set |
| ---------------- | ------------------- | --------------------- | -------------------- | ----------------------- |
| 1                | Francesca Schiavone | 7                     | 6                    |                         |
| 1                | Laura Robson        | 5                     | 3                    |                         |
|                  |                     |                       |                      |                         |
| 2                | Potito Starace      | 5                     | 1                    |                         |
| 2                | Andy Murray         | 7                     | 6                    |                         |
|                  |                     |                       |                      |                         |
| 3                | Schiavone - Starace | 61                    | 7                    | 10                      |
| 3                | Robson - Murray     | 7                     | 6                    | 2                       |

|  | Équipe 1   | Score | Équipe 2 |  |
|  | États-Unis | 3 – 0 | France   |  |

| Ordre des matchs | Joueurs               | Points au premier set | Points au second set | Points au troisième set |
| ---------------- | --------------------- | --------------------- | -------------------- | ----------------------- |
| 1                | Bethanie Mattek-Sands | 3                     | 6                    | 6                       |
| 1                | Kristina Mladenovic   | 6                     | 3                    | 1                       |
|                  |                       |                       |                      |                         |
| 2                | John Isner            | 6                     | 7                    |                         |
| 2                | Nicolas Mahut         | 3                     | 65                   |                         |
|                  |                       |                       |                      |                         |
| 3 (sans enjeu)   | Mattek-Sands - Isner  | 2                     | 6                    | 10                      |
| 3 (sans enjeu)   | Mladenovic - Mahut    | 6                     | 3                    | 8                       |

- Deuxième journée

|  | Équipe 1   | Score | Équipe 2 |  |
|  | États-Unis | 2 – 1 | Italie   |  |

| Ordre des matchs | Joueurs               | Points au premier set | Points au second set | Points au troisième set |
| ---------------- | --------------------- | --------------------- | -------------------- | ----------------------- |
| 1                | Bethanie Mattek-Sands | 6                     | 6                    |                         |
| 1                | Francesca Schiavone   | 4                     | 4                    |                         |
|                  |                       |                       |                      |                         |
| 2                | John Isner            | 7                     | 4                    | 6                       |
| 2                | Potito Starace        | 65                    | 6                    | 4                       |
|                  |                       |                       |                      |                         |
| 3 (sans enjeu)   | Mattek-Sands - Isner  | 7                     | 2                    | 3                       |
| 3 (sans enjeu)   | Schiavone - Starace   | 65                    | 6                    | 10                      |

|  | Équipe 1 | Score | Équipe 2    |  |
|  | France   | 2 – 1 | Royaume-Uni |  |

| Ordre des matchs | Joueurs             | Points au premier set | Points au second set | Points au troisième set |
| ---------------- | ------------------- | --------------------- | -------------------- | ----------------------- |
| 1                | Kristina Mladenovic | 6                     | 3                    | 6                       |
| 1                | Laura Robson        | 4                     | 6                    | 0                       |
|                  |                     |                       |                      |                         |
| 2                | Nicolas Mahut       | 63                    | 64                   |                         |
| 2                | Andy Murray         | 7                     | 7                    |                         |
|                  |                     |                       |                      |                         |
| 3                | Mladenovic - Mahut  | 6                     | 6                    |                         |
| 3                | Robson - Murray     | 4                     | 2                    |                         |

- Troisième journée

|  | Équipe 1   | Score | Équipe 2    |  |
|  | États-Unis | 2 – 1 | Royaume-Uni |  |

| Ordre des matchs | Joueurs               | Points au premier set | Points au second set | Points au troisième set |
| ---------------- | --------------------- | --------------------- | -------------------- | ----------------------- |
| 1                | Bethanie Mattek-Sands | 6                     | 6                    |                         |
| 1                | Laura Robson          | 4                     | 2                    |                         |
|                  |                       |                       |                      |                         |
| 2                | John Isner            | 4                     | 2                    |                         |
| 2                | Andy Murray           | 6                     | 6                    |                         |
|                  |                       |                       |                      |                         |
| 3                | Mattek-Sands - Isner  |                       |                      |                         |
| 3                | Robson - Murray       |                       | forfait              |                         |

|  | Équipe 1 | Score | Équipe 2 |  |
|  | France   | 3 – 0 | Italie   |  |

| Ordre des matchs | Joueurs             | Points au premier set | Points au second set | Points au troisième set |
| ---------------- | ------------------- | --------------------- | -------------------- | ----------------------- |
| 1                | Kristina Mladenovic | 4                     |                      |                         |
| 1                | Francesca Schiavone | 4                     | ab.                  |                         |
|                  |                     |                       |                      |                         |
| 2                | Nicolas Mahut       | 6                     | 7                    |                         |
| 2                | Potito Starace      | 3                     | 62                   |                         |
|                  |                     |                       |                      |                         |
| 3 (sans enjeu)   | Mladenovic - Mahut  |                       |                      |                         |
| 3 (sans enjeu)   | Schiavone - Starace |                       | forfait              |                         |

## Finale
La finale de la Hopman Cup 2011 se joue entre la Belgique et les États-Unis. La Belgique fini 2e du groupe A mais participe à la finale grâce au forfait de la Serbie, à la suite de la blessure d'Ana Ivanović.
|  | Équipe 1   | Score | Équipe 2 |  |
|  | États-Unis | 2 – 1 | Belgique |  |